# Никки Уайлд
Никки Уайлд (англ. Nikki Wilde, род. 3 августа 1970) — порноактриса, лауреат премии AVN Awards.

## Биография
Родилась 3 августа 1970 года. Дебютировала в порноиндустрии в 1989 году, в возрасте около 19 лет.
Снималась для таких студий, как VCA Pictures, Elegant Angel, Evil Angel, Coast To Coast, Gourmet Video Collection и других.
В 1991 году получила премию AVn Awards в номинации «лучшая парная сцена» за House Of Dreams совместно с Себастьяном.
Ушла из индустрии в 1993 году, снявшись в 92 фильмах.

## Награды и номинации
| Год  | Церемония  | Результат | Номинация           | Работа          |
| ---- | ---------- | --------- | ------------------- | --------------- |
| 1991 | AVN Awards | Победа    | Лучшая парная сцена | House Of Dreams |

## Избранная фильмография
- House Of Dreams